# Коновалова Варвара Михайлівна
Варвара Михайлівна Коновалова (27 травня 1909, село Селіловичі Снопоцької волості Брянського повіту Орловської губернії, тепер Рогнединського району Брянської області, Російська Федерація — 22 серпня 1995, місто Севастополь, Автономна Республіка Крим) — українська радянська діячка, новатор сільськогосподарського виробництва, ланкова-виноградар радгоспу імені Поліни Осипенко Бахчисарайського району Кримської області. Герой Соціалістичної Праці (26.02.1958). Депутат Верховної Ради УРСР 5—6-го скликань.

## Біографія
Народилася 27 травня 1909 (за іншими даними — 1910) року в селянській родині. Здобула неповну середню освіту.
З 1929 року працювала в колгоспах на Брянщині. Під час німецько-радянської війни загинув її чоловік-партизан. Сама ж Варвара Коновалова із сином евакуювалася у Тамбовську область, де працювала в колгоспі «Красная нива».
У 1944 році переїхала до міста Севастополя. Проживала у сусідньому селищі імені Поліни Осипенко (тепер — у складі Севастополя) та працювала у створеному в цьому ж селі виноградарському радгоспі імені Поліни Осипенко Бахчисарайського району Кримської області. Член КПРС.
Не маючи раніше досвіду виноградарства, завдяки наполегливій праці та постійному прагненню до впровадження передового досвіду стала одним з кращих фахівців із догляду за виноградниками. За сезон 1957 року добилася абсолютного урожаю для усього Криму — на площі 32 гектари зняла по 112 центнерів винограду з кожного гектара, а виноград сорту «Чорноморський» знімала на площі 8,6 гектара по 180 центнерів з гектара.
За особливі заслуги в розвитку сільського господарства і досягнення високих показників із виробництва зерна, цукру, буряка, м'яса, молока і інших продуктів сільського господарства та впровадження у виробництво досягнень науки і передового досвіду Указом Президії Верховної Ради СРСР від 26 лютого 1958 року Коноваловій Варварі Михайлівні присвоєно звання Героя Соціалістичної Праці з врученням ордену Леніна і золотої медалі «Серп і Молот».
У 1969 році вийшла на пенсію, але ще багатьох років продовжувала працювати в радгоспі імені Поліни Осипенко Бахчисарайського району.
Похована у місті Севастополі.

## Нагороди
- Герой Соціалістичної Праці (26.02.1958)
- орден Леніна (26.02.1958)
- орден «Знак Пошани» (30.04.1966)
- медалі